# Kleinzschachwitz (statistischer Stadtteil)
Kleinzschachwitz mit Meußlitz und Zschieren ist ein statistischer Stadtteil im Dresdner Stadtbezirk Leuben. Er liegt südöstlich des Stadtzentrums auf der linken beziehungsweise Altstädter Elbseite.

## Gliederung
Zum statistischen Stadtteil gehören fast die gesamte Gemarkung Kleinzschachwitz, Meußlitz und Zschieren. Er gliedert sich in folgende vier statistische Bezirke:
- 631 Kleinzschachwitz-Nord
- 632 Kleinzschachwitz-Süd
- 633 Meußlitz
- 634 Zschieren

## Lage
Der statistische Stadtteil Kleinzschachwitz ist im Nordosten und Osten von Hosterwitz/Pillnitz und dem Pirnaer Stadtteil Birkwitz-Pratzschwitz umgeben, die bereits am anderen Elbufer liegen. Im Süden benachbart liegt Heidenau. Südwestlich, westlich beziehungsweise nordwestlich grenzen Großzschachwitz, Leuben und Laubegast an.
Die Grenzen des Stadtteils werden vollständig an der Ost- und Nordseite durch die Elbe selbst sowie an der Süd- und Westseite durch einen alten Elbarm gebildet. Im nördlichen Bereich dieses Elbarms fließt der Lockwitzbach, die Stadtteilgrenze markierend, der Elbe zu. Kleinzschachwitz liegt im Elbtalkessel.

## Verkehr
Wichtigste Straßen des Stadtteils sind die Fanny-Lewald-Straße, die Meußlitzer Straße sowie die Berthold-Haupt-Straße. Auf der letztgenannten Straße verkehren die Straßenbahnlinie 2 (seit Dezember 2008) bis zu ihrer Kleinzschachwitz genannten Endhaltestelle sowie die Buslinie 88, die nahe dem Elbufer in Höhe der Kleinzschachwitzer Anlegestelle der Pillnitzer Autofähre endet und nach Goppeln verkehrt. Weitere Buslinien der Dresdner Verkehrsbetriebe, die durch den Stadtteil fahren, sind die 86 von Heidenau nach Kreischa und die 65 von Heidenau/Luga nach Blasewitz. Insgesamt befinden sich im statistischen Stadtteil Kleinzschachwitz 4 Straßenbahn- und 26 Bushaltestellen.